# Souvorovo (obchtina)
Pour l’article homonyme, voir Souvorovo.
La municipalité de Souvorovo (en bulgare Община Суворово - Obchtina Souvorovo) est située dans l'ouest de la Bulgarie, à environ 25 km au nord de la capitale Sofia. Son chef-lieu est la ville de Souvorovo.

## Géographie
La municipalité de est située dans l'oblast de Varna.

## Administration
La municipalité de Souvorovo comporte 9 localités (1 ville et 8 villages).

## Galerie de photographies

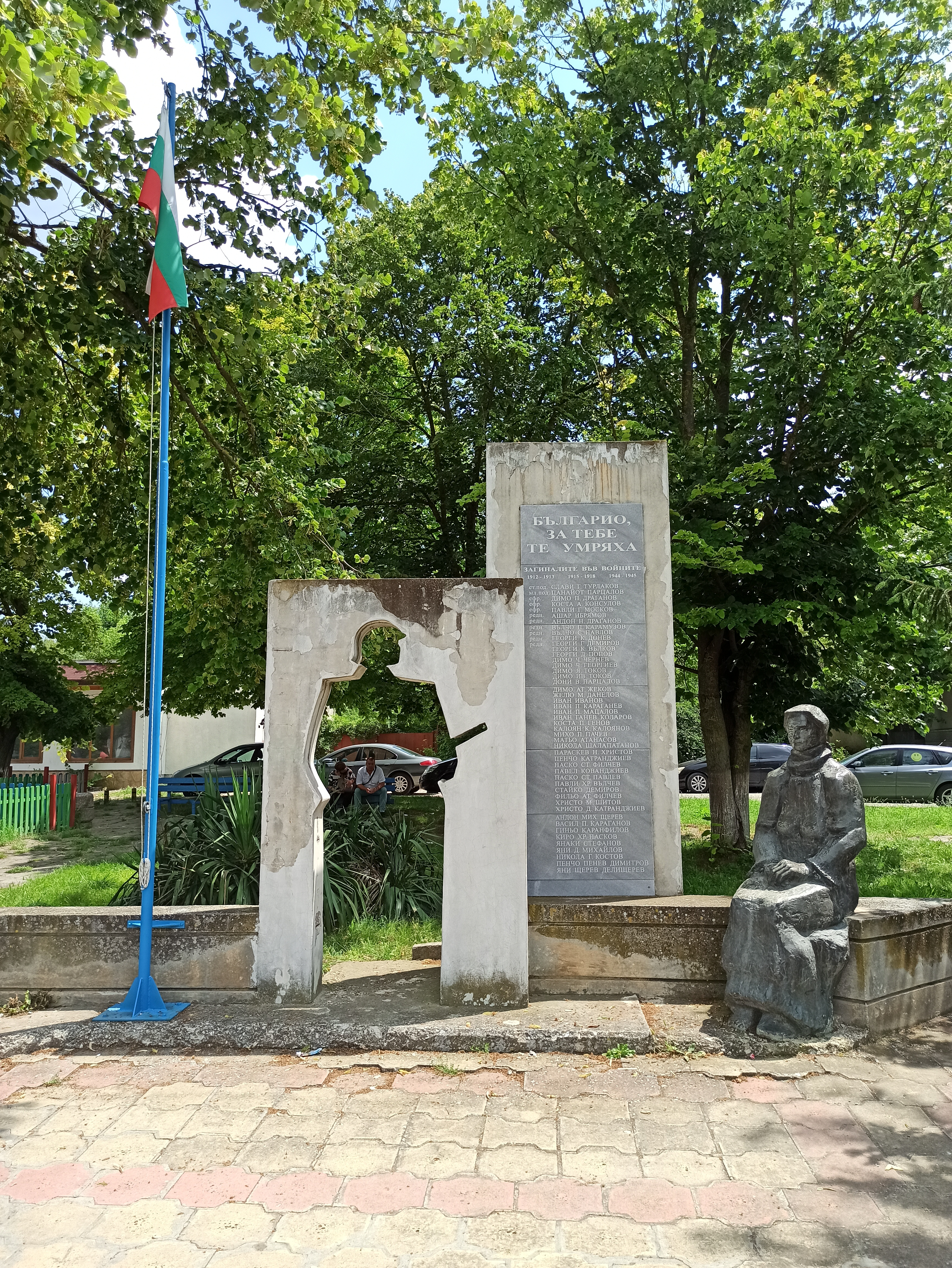
Tchérnévo : le monument aux morts de guerre
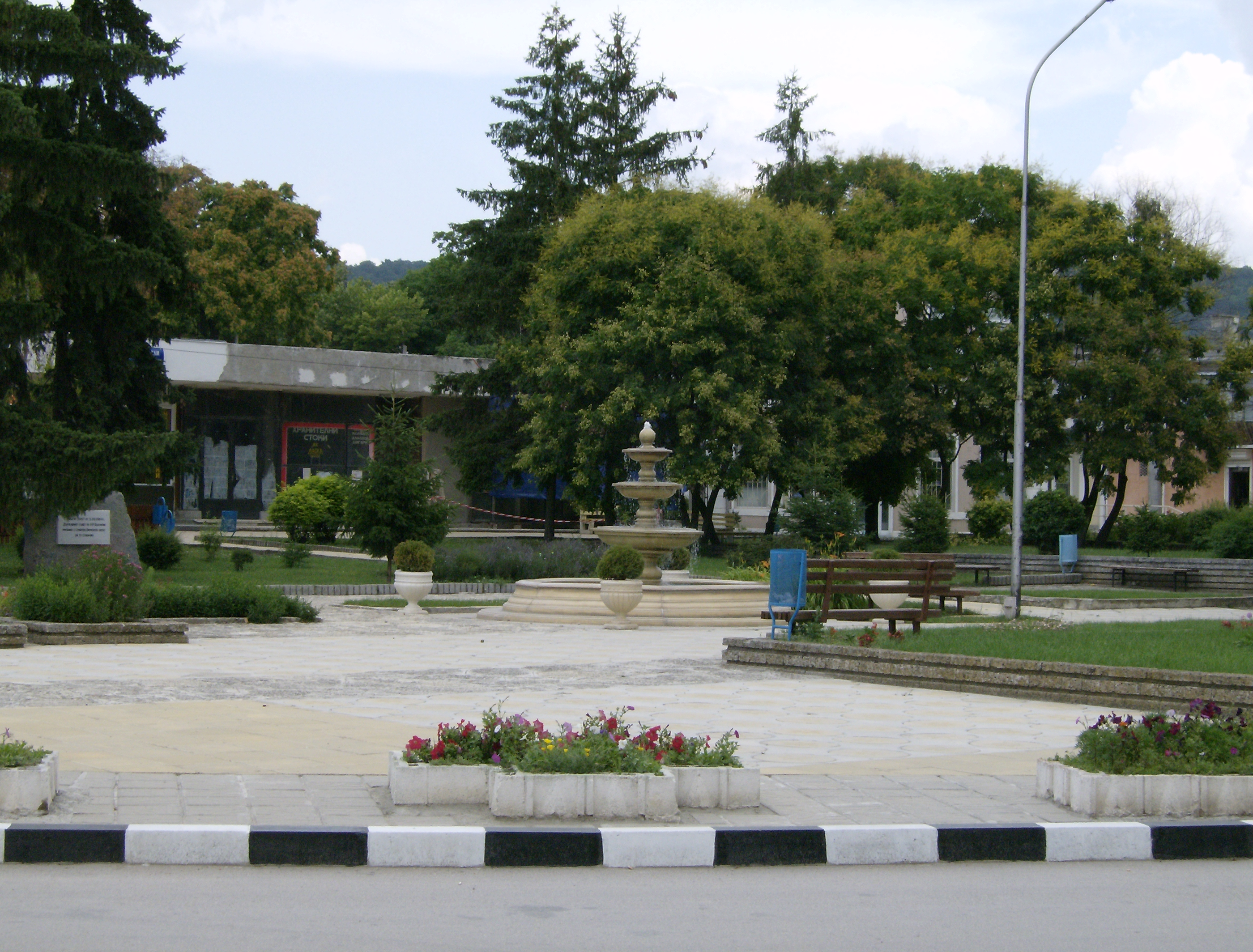
Suuvorovo : le parc devant la mairie